# サカマキガイ
サカマキガイ（逆巻貝）、学名 Physa acuta は、有肺目サカマキガイ科に分類される淡水産の巻貝の一種。和名は、殻が多くの巻貝類とは逆の左巻きであることに由来する。外見や生息環境はモノアラガイ類にやや似ているが、殻の巻く方向が逆であることや、触角が細長い鞭状であることなどから区別できる。最初に記載されたのがフランスのガロンヌ川であったため、従来「ヨーロッパ原産」と言われていたが、実際には北米原産とされる。汚染や環境の変化に強く、水草などに付いて世界各地に移入・帰化している。日本でも全国に分布するが、特に富栄養化の進んだ用水路などの止水域、半止水域に多産することが多い。属名の Physa は泡のこと、種小名の acuta ＝「尖っている」は、Physa 属のタイプ種であるヒダリマキガイ Physa fontinalis に比べ殻頂が尖っていることによる。

## 形態
殻は殻高10mm前後、殻径5mm前後の紡錘形で、左巻き。体層は殻高の2/3～4/5を占め、殻は薄いが表面は滑らかで光沢がある。また殻頂付近が浸食され欠けていることもある。殻そのものは薄茶色、黄褐色などであるが、生時は泥などの付着や軟体部が透けて見える事により黒っぽい。殻の形態は環境によっても変化する。
軟体は墨色に近い暗色であるが、時に淡色の個体が現れることもある。頭部にある1対の触角は細長い鞭状で、平たい三角形をしたモノアラガイ科の触角とは似ておらず、ヒラマキガイなどのそれに近い形である。他の基眼亜目の貝類と同様に、触角の基部内側に目がある。足の後端は尖る。外套膜の左右の縁部には指状の突起が何本かあり、生きている時には殻口の内縁と外縁から多少殻を覆うように伸びているのが観察される。これは偽鰓（ぎさい）とも呼ばれ、有肺類であるサカマキガイが二次的に発達させた鰓器官であると考えられている。偽鰓はヒラマキガイ科の一部など、他の淡水有肺類にも様々な形のものが見られ、水中での呼吸に役立っている。しかしよく発達した肺ももっており、背中付近の外套腔の入り口付近に弁で開閉する呼吸口があり、空気呼吸もする。このため溶存酸素の少ない水域でも水面に呼吸口を開いて呼吸することで生活ができる。
分類に重要な生殖器では、陰茎鞘は筋肉質で一連の部分からなっており特に分化は見られない。陰茎鞘よりずっと太い包皮には、その外側にやや歪んだドーム状の包皮腺が付属している。

## 生態
雌雄同体で他個体との交尾もするが、しばしば自家受精もする。卵生で、透明なゼラチン質の卵嚢（あるいは卵嚢塊）を水中の物体に付着させる。水温が一定以上であればほぼ1年を通して繁殖し、水槽内などでは瞬く間に増えることもある。水面に逆さにぶら下がって移動する生態も有名であるが、サカマキガイも含め、淡水生の有肺類は蹠面（せきめん：足の裏面）の繊毛運動で移動するため、足の裏を観察してもカタツムリなどのように筋肉運動が帯状に見えることはない。
有肺類でありながら、水を満たして密封した容器内で何日も平気で活動できることも知られている。これは先述の偽鰓や皮膚呼吸などで酸素を取り入れているからだと考えられる。主に付着藻類などを歯舌で擦り取って食べるが、食性は幅広く、植物遺骸や動物の死体、デトリタス、浄化槽内の微生物層などもよく食べるため、一見餌が無さそうな所でも生息していることがある。他の個体が死ぬとすぐにその肉を他の個体が食べることもよくあるが、これは同じような環境で見られるヒメモノアラガイでも観察される。このような呼吸法や食性の幅の広さ、自家受精による産卵などによって、劣悪な環境や不安定な水域での繁殖も可能となり、世界各地に分布を拡大した。日本のものも1935年～1940年頃、水草などと共に持ち込まれたとされる外来個体群である。

## 人との関わり
汚い水質の指標種となっているほか、ヘイケボタルの幼虫の餌とすることができる。また、飼育も容易なことから理科教育にも利用可能であるが、それ以外の利用法はほとんどない。また、アクアリウムショップで販売されている水草によく付着しているため、アクアリウムに発生することがある。発生した場合、浄化槽内に繁殖すると生物膜（バクテリア層）を食べてしまったり、水槽レイアウトの見た目を損なうため、有害種とみなされることが多い。そのため、駆除用の捕獲器などがペットショップで売られていたり、水槽に入れる前に水草を消毒できる薬なども販売されておりアクアリウムファンに嫌われている。

## 分類
サカマキガイ科は大きく Aplexinae と Physinae の2亜科に分けるのが一般的で、サカマキガイは後者の Physinae 亜科に分類される。この亜科は北米が分布と種分化の中心地で、アメリカ国内からはこれまで何十種も記載されている。しかし、モノアラガイ科やヒラマキガイ科といった他の淡水性の基眼亜目の貝類と同様に、サカマキガイ科の分類も研究者によって考え方が様々で、過去にもその分類に関して多くの議論がなされてきたが未だに多くの課題が残されている。2000年以降でも Taylor （2003）のようにサカマキガイ科を多くの新属を含む23属80種ほどに細分する研究者がいる一方で、 Dillon 他（2002）などのように、交配実験の結果や分子情報から見て、多くの「種」や「亜種」は単なる変異型に過ぎず、数十種もあるとされる北米のサカマキガイ類もせいぜい10種程度に収まるのではないか、と推定する研究者もある。

### 属の分類
このような混乱の中で、サカマキガイ acuta をどの属に分類するかについても研究者によって異なる。例えば、Physa 属はヨーロッパから記載された fontinalis をタイプ種とするが、この種では陰茎鞘の外側全体が腺質であるのに対し、サカマキガイの陰茎鞘は通常の筋肉質であることから Physella 属（または亜属）として区別したり、さらには陰茎鞘が部分的にも腺状にならず、二つの部分に分かれないことから Costatella 亜属として分ける考えなどがある。その他にも命名史上の解釈の違いなどもあって、Physa acuta 、 Physa (Physella) acuta 、Physella acuta 、Physa (Costatella) acuta 、Haitia acuta 等々の組み合わせで扱われる。日本では Physa acuta として扱われることが多いが、上記の生殖器の形態から Physella 属とすべきだとの意見もあり、十分な研究結果が出るまではどのような属に分類するかは「好みの問題」のと言えるような状況である。分子情報からは Costatella と Physella はあまり違わないが、Physa と Physella はやや離れているとの考察がある。 

### 種の分類
冒頭にも記したように、サカマキガイはフランスガロンヌ川とその支線をタイプ産地として記載されたためヨーロッパ原産とされながらも、実際には北米原産かも知れないとも言われてきた。それは、現在では欧州に広く見られるのにもかかわらず化石が出ないことや、サカマキガイ類の大部分が北米に生息しており、本種1種だけが世界中に広がっていることなどからの推定であった。Dillon 他 （2002）は交配実験なども行い、ヨーロッパのサカマキガイは北米に広く分布する Physella heterostropha (Say, 1817) や Physa integra (Haldeman, 1841) と同種であると結論し、サカマキガイは北米原産ではあるが、学名は最も古い acuta Draparnaud, 1805が引き続き使用されて、北米の2種はシノニムとなるとした。一方、日本産のサカマキガイでは、生殖器の違いなどから複数種が含まれているのではないかとの意見も出されている。

## 日本のサカマキガイ科
サカマキガイ科のうち、日本で一般的に広く知られているのはサカマキガイのみだが、分布の中心地である北米にはよく似た多数の種や亜種があり、現在も十分には整理されていないのは前述のとおりである。その他にも世界中には近似種が多く、別科であるヒラマキガイ科の Bulinus 属などにも大変よく似た種が多数ある。これらの中のいくつかが水草の移動などに伴って日本に移入している可能性もあるが、それら類似種は解剖をしないと正確な同定が困難である上、種内変異や移入個体群同士での交雑等により、正確な種の特定が困難なケースも生じる可能性がある。 以下は、これまでに日本から記録があった種類である。

### Aplexinae 亜科
Aplexa (Amuraplexa) japonica Prozorova et Starobogatov, 1998
サカマキガイ科のうち唯一の日本在来種で、かつ日本のみから知られる。新潟県妙高市の笹ヶ峰付近（標高1340m）がタイプ産地で、関川に注ぐ小川の入り口の苔ベッドで採取されたという。サカマキガイに比べずっと小型で細く、最大でも殻高6.1mm、殻径2.5mmほど。螺塔が高く、殻口は殻高全体の半分程度（サカマキガイでは殻口はもっと大きい）。細長く光沢があり、Aplexa 属の特徴を持つが、記載は殻のみによる。原記載は線図のみによるが、2014年にタイプ標本のカラー写真が公表された。本州の山地帯に分布するが情報は少なく、同属の他種との関係も不明な部分が多い。記載に当たって Prozorova らは、過去に東京から記録されたホタルヒダリマキガイ（後述）は本種の誤同定ではないかと述べている。なお亜属名の Amuraplexa は一般には Aplexa のシノニムとみなされている。
ホタルヒダリマキガイ Aplexa hypnorum (Linnaeus, 1758)
ヨーロッパから記載された種で、ホタルガイ亜科のホタルガイなどを左巻きにしたような形状。外来種として東京からの記録がある。Prozorova & Starobogatov (1998) は、在来種である上記の Aplexa japonica の誤同定の可能性があるとする。

### Physinae 亜科
サカマキガイ Physa acuta Draparnaud, 1805
日本全国に分布する帰化種。本項で詳述。古くから世界各地に広がったため、その土地の在来種と誤認されて別名で新種記載されたものなどが複数あるが、日本ではサカマキガイの移入が比較的遅かったこともありそのような分類上の問題はほとんどなかった。2000年代初頭になって日本産のサカマキガイは生殖器の形態には少なくとも2型が認められ、複数種が混在しているのではないかとの意見が出されたが、これら2型の生殖器はともに Costatella 型である。また、過去に記録された Physa heterostropha は上記のようにサカマキガイと同種であるとの研究結果が出されている。

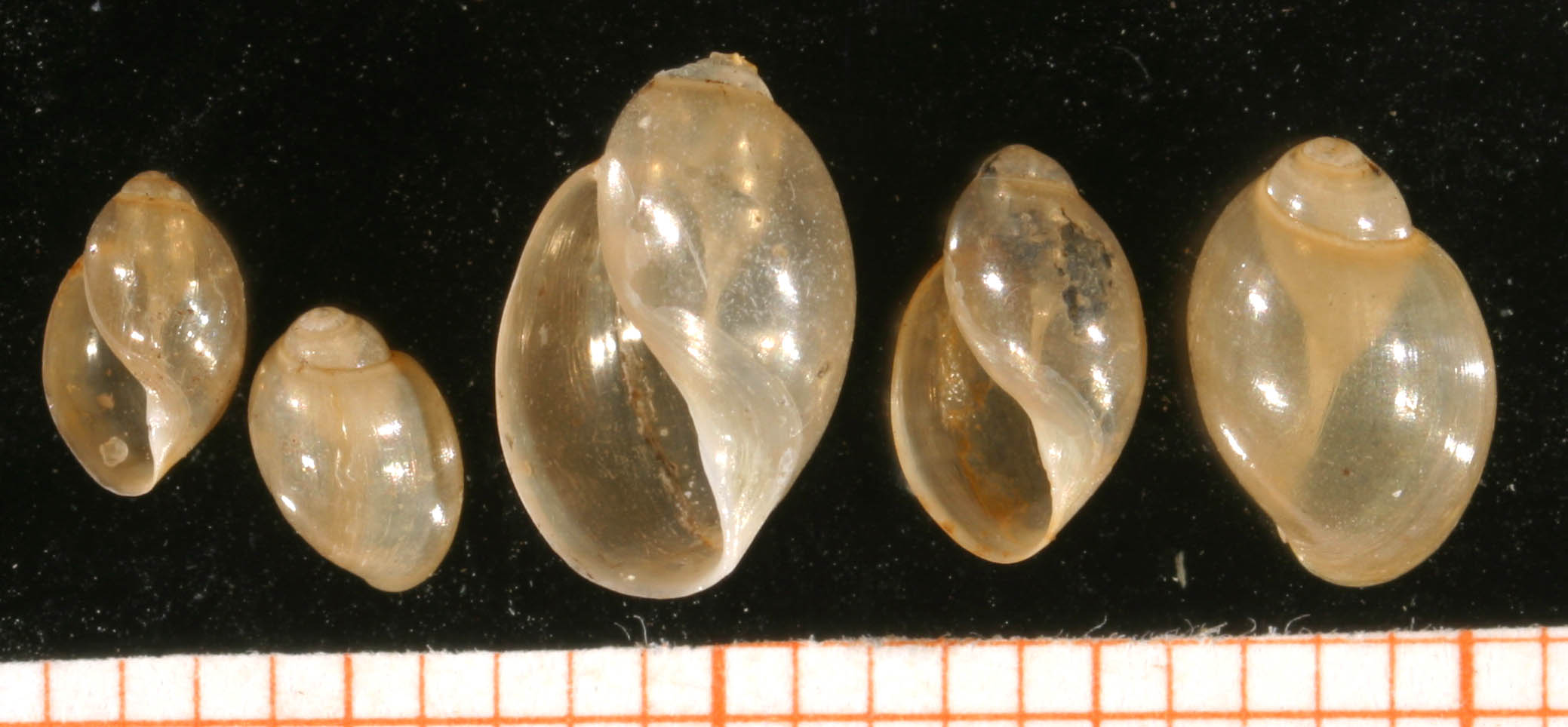
ヒダリマキガイ

ヒダリマキガイ Physa fontinalis (Linnaeus, 1758)
殻頂はあまり尖らず、内唇の滑層が広いのが特徴。小型で黄褐色。本州に移入している、もしくはしていたとされるが確実な記録はない。Physa 属のタイプ種で、生殖器の陰茎鞘が腺状になることでサカマキガイのグループと区別される。別名：ウスカワヒダリマキガイ。
タスキガケサカマキガイ Physa cf. gyrina (Say, 1821)
成長の途中に何度か殻口外唇内面に縦の梁（はり）を形成し、その部分の炭酸カルシウムの沈着量が多くなるため白っぽく見え、殻に何本かの「たすき」がかかっているように見える。サカマキガイに酷似するが、殻はやや厚く体層は整い、色が全体として赤茶けている。また、螺塔もやや高い。千葉県などから記録された。P. gyrina は北米の種であるが、殻の特徴のみで同定するのは難しい場合がある。サカマキガイ類の飼育実験では、殻を丸ごと壊して捕食する動物（魚）と共に飼うと殻全体が幅広く厚くなり、殻口を壊して捕食する動物（ザリガニ類）と一緒にすると殻口を補強するため「たすき」が形成される例が知られている。
Physa heterostropha (Say, 1817)
過去に記録された。体層がややへしゃげて角張り、内唇の滑層が明瞭で色はクリーム色～白色とされるが、上述のように Dillon他（2002）によってサカマキガイと同種とされた。